# Angeli (I Cavalieri dello zodiaco)
Gli Angeli (天闘士?, Enjeru, lett. guerrieri celesti) sono un gruppo di guerrieri dell'universo de I Cavalieri dello zodiaco, che appaiono nel manga Saint Seiya Next Dimension e nel quinto film, Le porte del paradiso. Il loro nome in originale viene espresso con l'inglese Angel (difatti nel film solo due guerrieri appartengono alla razza degli angeli, in giapponese Tenshi, mentre il terzo Toma è umano) ed indossano armature denominate Glory. Toma è un personaggio del film realizzato da Kurumada in persona. Essi appaiono anche nel manga sequel della serie classica Next Dimension, ma non sono al servizio di Artemide, difatti la dea possiede delle guardiane denominate Guardiane Lunari, viene però mostrato Toma, definito Angel o "guerriero celeste o guerriero dell'olimpo" al servizio degli dei dell'Olimpo, con indosso la "Glory dello Sleep Angel".

## Formazione (film e Next Dimension)
Nel film appaiono solo tre Guerrieri Celesti, fedeli ad Artemide; in Saint Seiya Next Dimension appaiono 4 Angeli, sono i protettori del Tempio di Apollo. In seguito sono diventati 3, poiché Toma fu scacciato da Apollo poiché non era ubbidiente al dio. Questi 3 Angeli hanno la capacità di trasformarsi in cavalli alati volanti come "Pegaso", e trainano il carro del Sole di Apollo.. 

### Icaro/Toma
Icaro (イカロス?, Icarus), o Toma (斗馬?), doppiato da Hikaru Midorikawa nella versione originale e da Lorenzo Scattorin in quella italiana. Personaggio realizzato da Kurumada appositamente per il film. 
Il primo riferimento all'esistenza di Toma viene fatto durante la saga di Hades, da parte di Tisifone dopo che Castalia ha condotto al Grande Tempio Patricia. Tuttavia, la prima apparizione assoluta di Toma si ha nel mini-racconto introduttivo al film Le porte del paradiso (Saint Seiya - Tenkai-Hen: Overture) disegnato da Kurumada; dove il personaggio appare incatenato in un paesaggio lunare (dove è stato imprigionato dagli dèi in una prigione celeste per aver provato ad essere loro pari), senza alcuna armatura addosso e Riceve la visita di un uomo incappucciato che gli ordina di uccidere Pegasus su comando diretto del padre degli dei, Zeus. Nel film scopriamo che Toma è in realtà il fratello minore di Castalia, maestra di Pegasus, ed il primo guerriero umano nelle schiere di Artemide, formate quasi interamente da Angeli. È l'Angelo più vicino alla sua dea ed aspira a lasciare la condizione di semplice uomo per divenire un dio. Castalia, grazie ad un amuleto posseduto sia da lei che da Icaro, scopre che questi è suo fratello Toma. Icaro confessa di non essersi mai dimenticato della sorella, unico sentimento che lo legava ancora alla sua condizione di umano. Combatterà contro Pegasus e, dopo aver ritrovato sua sorella, si sacrificherà per proteggere Atena dalla freccia della dea Artemide.

Toma sulla copertina del 4° volume dell'edizione italiana di Saint Seiya - Next Dimension - Myth of Hades (black edition)

Toma fa la sua comparsa nel sequel ufficiale del manga classico cioè Next Dimension per la prima volta al capitolo 30. Come nelle tavole del "Tenkai-Hen" appare incatenato in una prigione lunare, dove riceve la visita di Callisto (comandante delle Satelliti) che gli ordina di uccidere Seiya. Callisto lo chiama Angelo decaduto con un'ala sola e fa riferimento a una punizione dovuta probabilmente a una ribellione. In queste tavole Toma indossa una maschera (del tutto simile a quella del film "Le porte del Paradiso"), ma questa volta si svela che la maschera che indossa ha il potere di tener segregata la sua volontà ai voleri di Artemide.
Indossa un'armatura che ha come nome "Glory dello Sleep Angel", essa è un'armatura bianco/azzurra dotata di ali che riproduce in totem un angelo dormiente. Il significato del nome di questa armatura, considerando anche la traslitterazione Giapponese, è "Veste dei Cieli dell'Angelo Dormiente".
Come si capisce dal volume 7 di Saint Seiya Next Dimension, Toma è un guerriero che odia coloro che non aiutano chi è in difficoltà, in altre parole in lui si può evincere che possiede, in fondo in fondo, un carattere altruista.
Egli vuole ritrovare a tutti i costi sua sorella maggiore che non vede da molti anni, e che sembra essere Castalia (anche se lui non lo sa). Dopo essere sceso sulla Terra si appresta ad uccidere Seiya che in coma su una sedia a rotelle non può reagire, ma viene bloccato prima dal cosmo di Atena contenuto nel braccialetto di fiori regalatogli da Saori/Lady Isabel, poi dall'intervento di Castalia e Cristal, con cui si scontra brevemente, dopodiché decide di andare via, rimandando lo scontro. Giunge poi a Goro-ho (Cinque Picchi) dove si scontra brevemente con Sirio il dragone gettandolo nella grande cascata, andando poi via credendolo morto. Tornato sull'Olimpo, si scontra (di nuovo) brevemente con Cristal giunto in quel luogo, ma poi viene bloccato dalla tecnica "Koliso" del Saint, e non può in tal modo inseguirlo, nel mentre Hyoga insieme a Sirio raggiungono il XVIII secolo attraverso il varco temporale di Cronos.
In seguito aiuta Shaina e Marin nel tentativo di estrarre la spada di Hades dal petto di Seiya.
Poi ritorna al Tempio di Artemide, è si viene a sapere che Toma faceva parte dei 4 Angeli di Apollo, ma egli stesso dice che si è sempre e solo considerato un essere umano e non un Angelo, perciò non era mai stato fedele ad Apollo e per questo fu scacciato dal Dio e poi imprigionato nella Prigione Lunare.

#### Poteri
- Nel film i suoi potenti colpi sembrano basati sul dominio dell'elettricità, è abilissimo nel duello corpo a corpo, ed è dotato di una grande energia.
- In Next Dimension è estremamente agile ed i suoi pugni e calci sono molto potenti, inoltre può usare una specie di vento luminoso che scaglia in aria l'avversario con violenza. In un dialogo del manga, la Silver Saint Marin dice che persino per i Saint sarebbe molto difficile inseguire e catturare l'Angel Toma.

### Odisseo
Odisseo, angelo che verrà eliminato dai colpi congiunti di Sirio e Cristal. È capace di lanciare sfere di energia/cosmo che generano potenti esplosioni dove colpiscono, può manipolare i colpi altrui, arrivando a rivolgerli contro chi li ha scagliati (in altre parole può sfruttare le tecniche dell'avversario a suo vantaggio).
Questo Angel ha lo stesso nome di Ulisse, il personaggio mitologico dell'Odissea, e tale nome viene usato da Kurumada anche in Next Dimension, per il 13° Gold Saint leggendario, Odysseus di Ophiuchus.

### Teseo
Teseo (テセウス?, Teseusu), doppiato da Toshiyuki Morikawa nella versione originale e da Paolo Sesana in quella italiana. Ha la capacità di fluttuare nell'aria, è abilissimo nella lotta corpo a corpo, e dalle sue mani può generare potenti scariche di energia.
A differenza del compagno Icaro, Teseo è un vero angelo come provano le ali che possiede sulla schiena, ed in quanto tale prova un enorme disprezzo per gli esseri umani. Fedelissimo agli dei dell'Olimpo (ed in particolare ad Artemide, per cui combatte). Dopo il fallito tentativo di esecuzione di Pegasus, Teseo viene posto dalla sua dea di guardia al suo nuovo tempio, creato sui resti del vecchio Santuario di Atena. Qui si scontra con Andromeda e Phoenix, che riusciranno a batterlo solo dopo aver unito le loro forze, data la grande abilità dell'avversario. I due cavalieri per sconfiggerlo useranno insieme le loro tecniche "Nebula Storm" e "Hoyoku Tensho".